# Skulpturenweg Lamspringe–Bad Gandersheim

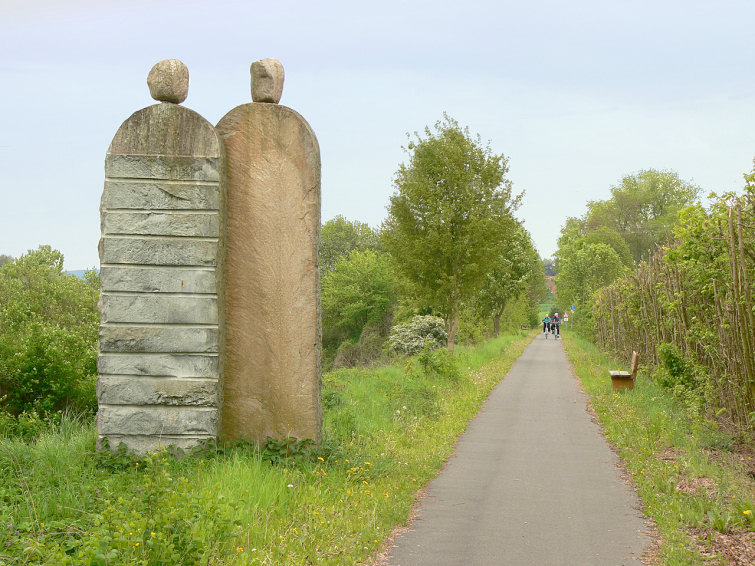
Begegnung (1998) von Andrzey Irzykowski

Der Skulpturenweg Lamspringe–Bad Gandersheim führt entlang einer stillgelegten Bahntrasse (ehemalige Lammetalbahn) von Lamspringe nach Bad Gandersheim in der Form eines Wander- und Radwegs.

## Skulpturenweg
Der Skulpturenweg, der aus 13 Skulpturen besteht, ist Teil der Straße des Friedens, die auf die Idee des Bildhauers Otto Freundlich im Jahre 1928 zurückgeht. Die gesamte Länge des Weges beträgt etwa 12 Kilometer. Alle 13 Skulpturen (2010) wurden ausschließlich privat finanziert. Seit 2001 ist der Skulpturenweg auch Bestandteil des „Radwegs zur Kunst“. Dieser Weg beginnt im Süden in Bad Gandersheim und führt weiter von Lamspringe über Hildesheim und Sarstedt. Die Schirmherrschaft des Skulpturenwegs übernahm Sigmar Gabriel, der damalige Niedersächsische Ministerpräsident.

## Werke und Teilnehmer
- Begegnung (1998), Andrzey Irzykowski
- Welcome (1998), Nabil Basbous
- Aufbruch (1999), Dietlind Petzold-Brodbeck
- Freiheit, Liebe, Tod (1999), Hans-Hendrik Grimmling
- Das Tor (2000), Wolf Bröll
- Geheimnisturm (2000), Ludmila Ostrogorska
- Mitra (2000), Peter Schmitz
- Stahlarm (2002), Hans Baschang
- Die Wartenden... (2002), Bernd Löning
- Stiller Dialog (2003), Bernd Zimmer
- Wegekreuz (2005), Gerd Winner
- Mann im Käfig (2003), Siegfried Neuenhausen
- Der Heilige Jakobus (2008), Guido Häfner